# Cissus cucurbitina
Cissus cucurbitina är en vinväxtart som beskrevs av Paul Carpenter Standley. Cissus cucurbitina ingår i släktet Cissus och familjen vinväxter. Inga underarter finns listade i Catalogue of Life.